# أطفال بلا ديدان
أطفال بلا ديدان هي حملة الوحدة الحربية من أجل الصحة العامة، وتأمل بعالم آمن صحي خالي من ديدان الأمعاء لأولئك المهددين بخطر الإصابة، وهم يسعون لأجل هذا بكل طاقاتهم. ولتحقيق غايتهم في عالم بلا ديدان، فإن البرنامج يعمل بشكل وثيق مع منظمة الصحة العالمية وزارة الصحة الوطنية والمنظمات غير الحكومية من القطاعين العام والخاص لمكافحة المناطق المدارية المهملة.

## تاريخ الحملة
حملة أطفال بلا ديدان نشأت في 2005-2006 كشراكة بين جونسون آند جونسون والوحدة الحربية من أجل الصحة العالمية. في البداية سُميت مبادرة ميبيندازول وكان تركيز البرنامج الأول حصريا على تقليل العدوى الدودية المنقولة عن طريق التربة في سن الدراسة لأطفال أفريقيا وآسيا وأمريكا الوسطى.

## الأهداف
وتتمثل مهمة الحملة لتعزيز صحة الأطفال ونموهم بتقليل عدوى الديدان المعوية.
وتعتمد الحملة على ثلاث أعمدة رئيسية:
مشاركة الدولة: لدعم وتعزيز قدرة الحملة لإزالة الديدان لضمان فعالية وكفاءة تنفيذ التدخلات.
الشراكات والتكاتف: دعم شراكات فعالة مع أصحاب المصلحة من أجل تسريع جهود مكافحة عدوى الديدان المنقولة عبر التربة في البلدان الموطونة ونشر أفضل الممارسات في إدارة البرنامج وتقيمها.
القيادة التقنية: توفير قيادة علمية للدعوة إلى النهج القائمة على الأدلة من أجل السيطرة على الأمراض المعدية المعوية.

## التاريخ والعمل
ما بين عامي 2006- 2013 تولَّت الحملة إدارة علاج العدوى الدودية المنقولة عن طريق التربة من جونسون آند جونسون وشركة جلاكسو سميث كلاين. ومنذ 2013، انتقلت إستراتيجية الحملة من أحد طرق التبرع بالدواء إلى المشاركة الدولية، والشراكات والقيادة التقنية.
وقد قدمت حملة أطفال بلا ديدان الدعم التقني إلى وزارة الصحة في بنغلاديش لتقوية برامجهم في إزالة خطر هذه الديدان واستمرت في تواصلها مع بلدان مثل كينيا لرفع جهودهم في مواجهة هذه الأزمة.
اللجنة الاستشارية لمكافحة الديدان المنقولة بر التربة تتشكل من مجموعة من الخبراء المستقلين في الأمراض المدارية المهملة علم الطفيليات وعلم الأوبئة وصحة الطفل والتعليم الذي يعقد مؤتمرا مرة كل سنة على مدى يومين لتقديم الإرشادات التقنية والعلمية بشأن مراقبة الديدان المنقولة عبر التربة للبرامج الوطنية، وللباحثين والممولين وذلك لتحسين جهود السيطرة على الديدان المنقولة عبر التربة على مستوى الصعيد العالمي.
أنشئ تحالف المعني بالديدان المنقولة عبر التربة في 2014 للجمع بين القطاعات ومجموعة من الشركاء لتسريع الجهود للتحكم في انتشار الديدان المنقولة عبر التربة في جميع أنحاء العالم. يتشكل التحالف من أكثر من 60 عضوا، يعمل أعضاء التحالف معا على التكاتف وتعبئة الموارد والرصد والتقييم، وتحليل السياسات والبحث عن كيفية زيادة الجهود للحد من خطر الديدان في المجتمعات المحلية في جميع أنحاء العالم.
يتم تمويل الحملة من خلال جونسون آند جونسون، وشركة غلاكسو سميث كلاين وغيرها من الجهات الممولة.

## داء الديدان المنقولة عبر التربة
داء الديدان المنقولة عن طريق التربة هو أحد الأمراض المدارية المهملة تحدث نتيجة الإصابة بالطفيليات المعوية مثل الدودة المستديرة (صفر خراطيني)، الديدان السوطية (Trichuris trichiura)، الديدان الخطافية (أنكلستوما اثناعشرية والفتاكة الأمريكية)، ومن الديدان الدبوسية / الدودة الخيطية (أسطوانية برازية).
تسود هذه الديدان في معظم المناطق المدارية وشبه المدارية من صحاري أفريقيا وأمريكا اللاتينية وجنوب شرق آسيا، والصين، وهذا المرض عبئا ثقيلا على البشرية، حيث يبلغ عدد الوافيات كل عام 135 ألف حالة، واستمرار إصابة أكثر من ملياري شخص.
كما أن الأثر بعيد المدى لهذا المرض في هذه المناطق سيئ جدا، فهو يُعد من أكثر الأسباب لحدوث أمراض مثل التأخر العقلي للإنسان. وبالتالي فإنه لا يزال عامل كبير في تدهور النمو الاقتصادي - الاجتماعي والتنمية البشرية.